# Bibliographie sur Wallis-et-Futuna
Cet bibliographie liste les principaux ouvrages, articles et publications ayant trait à Wallis-et-Futuna. Cet liste ne saurait bien sûr être exhaustive. Les ouvrages sont classés par thèmes et sous-thèmes ; à l'intérieur de chaque thème, ils sont classés par ordre chronologique.
Cette bibliographie contient à la fois des ouvrages scientifiques (sources secondaires) et des sources primaires (écrits religieux, récits de voyageurs ...).

## Ouvrages généraux
- Atoloto Malau, Atonio Takasi et Frédéric Angleviel (dir.), 101 mots pour comprendre Wallis et Futuna, Nouméa, Île de Lumière, 1999, 257 p.[Recension 1]
- Dominique Pechberty et Epifania Toa, Vivre la coutume à ʻUvea (Wallis), L'Harmattan, 2004 (lire en ligne)
- (fr + en) Elise Huffer (dir.), Mikaele Tui (dir.) et al. (trad. Neil Carruthers), Uvea, Suva, Fidji / Mata'Utu, Wallis, Institute of Pacific Studies / Services des affaires culturelles de Wallis, 2004, 198 p. (lire en ligne)
- (fr + en) Élise Huffer (dir.), Petelo Leleivai (dir.) et al. (trad. Cyrille Sanchez), Futuna. Mo ona puleaga sau : Aux deux royaumes/The two kingdoms, Suva, Fidji / Sigave, Futuna, Institute of Pacific Studies / Institut des Affaires Culturelles de Futuna, 2001 (lire en ligne)

### Bibliographie sur Wallis et Futuna
- Patrick O'Reilly, « Bibliographie méthodique analytique et critique des Iles Wallis et Futuna », Journal de la Société des Océanistes, no 19,‎ 1963[Recension 2]
  - également publié sous : Patrick O'Reilly, Bibliographie méthodique analytique et critique des Iles Wallis et Futuna, Paris, Société des Océanistes, 1964, 68 p. (lire en ligne)

## Premières études (XIXe, débutXXe)
- Charles Hercouet, « Légendes de l'Océanie centrale : II - La Belle Finalassi (Foutouna) », Revue des traditions populaires, Société des traditions populaires,‎ 1889, p. 138 (lire en ligne). (N.B. la légende de Finelasi se retrouve dans la thèse de Raymond Mayer (Mayer et al. 1976, p. 130))

- (en) S. Percy Smith., « Futuna; or Horne Island and its people. Western Pacific. », Journal of the Polynesian Society, vol. 1, no 1,‎ 1892 (lire en ligne)
- Louis-Joseph Bouge, « Note sur la population des îles Wallis placées sous le protectorat de la France, en 1842 », Revue d’ethnographie et de sociologie,‎ 1913, p. 269-274
- P.L., « Géographie - Les îles Wallis et Horn », La Revue scientifique,‎ 1911, p. 692-693 (lire en ligne) (reprend un article publié par le Dr. Viala en 1911)
- Dr. Viala, « Les îles Wallis et Horn », Bulletin de la Société neuchâteloise de géographie, vol. 28,‎ 1919 (résumé)
- Edgar Aubert de la Rüe, « Les îles Wallis et Futuna : Le pays et les habitants », La Terre et la Vie, Société nationale de protection de la nature et d'acclimatation de France, no 2,‎ février 1935, p. 31-66 (lire en ligne). Article accompagné de nombreuses photos prises par l'auteur.
- (en) Edwin Grant Burrows, Ethnology of Futuna, Honolulu (Hawaï), Bernice P. Bishop Museum, 1936, 239 p. (lire en ligne)
- (en) Edwin G. Burrows, Ethnology of Uvea (Wallis Island), Honolulu, Bishop Museum, 1937, 176 p. (lire en ligne)

## Anthropologie

### Ouvrages et articles généraux
- Françoise Douaire-Marsaudon, Les Premiers fruits. Parenté, identité sexuelle et pouvoirs en Polynésie occidentale (Tonga, Wallis et Futuna), Paris, CNRS Éditions/Éditions de la Maison des sciences de l’homme, 1998, 338 p. (lire en ligne)[Recension 3]
- Sophie Chave-Dartoen, Royauté, chefferie et monde socio-cosmique à Wallis (’Uvea) : Dynamiques sociales et pérennité des institutions, Marseille, pacific-credo Publications, septembre 2017, 318 p. (ISBN 978-2-9537485-6-7, lire en ligne)[Recension 4] (qualifié de « synthèse de toutes les études historiques, anthropologiques et archéologiques concernant l'île de 'Uvea/Wallis » par Claire Moyse-Faurie)[Recension 5].

### Thématiques spécifiques
- Sophie Chave Dartoen, « Rites de passage à Wallis : Succession des générations et renouvellement de la vie », Journal de la Société des Océanistes, nos 122-123,‎ 2006, p. 77-90 (DOI 10.4000/jso.554, lire en ligne)
- Sophie Chave-Dartoen, « Ignames, enfants des hommes. Horticulture et reconduction du social à Wallis (Polynésie occidentale) », Journal de la Société des Océanistes, nos 130-131,‎ 2010, p. 145-160 (DOI 10.4000/jso.6057, lire en ligne)

#### Identité
- Claire Moyse-Faurie et Frédéric Angleviel, « Futuna ou "l'enfant perdu"... un timide biculturalisme », Hermès, nos 32-33,‎ 2002 (lire en ligne)
- Claire Moyse-Faurie, « L'identité futunienne », dans Darrell Tryon et Paul de Deckker (eds), Identités en mutation dans le Pacifique à l'aube du troisième millénaire. Hommage à Joël Bonnemaison, Presses Universitaires de Bordeaux, coll. « Îles et Archipels », 1998, 190 p. (lire en ligne)

#### Kava
- (en) Nancy J. Pollock, « The Power Of Kava In Futuna And Uvea/Wallis », Canberra Anthropology, vol. 18,‎ 1er avril 1995, p. 136–165 (ISSN 0314-9099, DOI 10.1080/03149099509508412, lire en ligne, consulté le 16 octobre 2016)
- Richard Rossille, Le Kava à Wallis et Futuna : survivance d'un breuvage océanien traditionnel, Bordeaux, Centre de Recherches sur les Espaces Tropicaux de l'Université de Bordeaux III, 1986, 143 p. (ISBN 2-905081-05-8, lire en ligne)[Recension 6]

#### Chants et danses
- (en) Edwin Grant Burrows, Songs of Uvea and Futuna, Honolulu (Hawaï), Bernice P. Bishop Museum, 1945, 121 p. (lire en ligne)
- Raymond Mayer et Malino Nau, « Chants funèbres de l'île Wallis », Journal de la Société des Océanistes, vol. 32, no 51,‎ 1976, p. 141-184 (DOI 10.3406/jso.1976.2741, lire en ligne)

- Raymond Mayer, Malino Nau, Eric Pambrun et Christophe Laurent, « Chanter la guerre à Wallis (’Uvea) », Le Journal de la Société des Océanistes,‎ 1er décembre 2006, p. 153–171 (ISSN 0300-953x, DOI 10.4000/jso.614, lire en ligne, consulté le 16 octobre 2016)
- Adriano Favole, « Le fakamisimisi de Futuna ou l’esthétique du travail quotidien », Journal de la Société des Océanistes,‎ 2006, p. 123-139 (DOI 10.4000/jso.593, lire en ligne)
- (en) Adrienne L. Kaeppler, « Me'etu'upaki and Tapaki, Paddle Dances of Tonga and Futuna, West Polynesia », Studia Musicologica Academiae Scientiarum Hungaricae, vol. 33,‎ 1er janvier 1991, p. 347–357 (DOI 10.2307/902457, lire en ligne, consulté le 1er novembre 2016)
- Thomas Baudel, « chants et danses des iles Wallis et Futuna (1964) », sur site personnel de Thomas Baudel, 2005, mis à jour en 2011 (consulté le 20 juin 2015) (Photographies et enregistrements de chants)

#### Anthropologie politique
- Sophie Chave-Dartoen, « Le paradoxe wallisien : une royauté dans la République », Ethnologie française, vol. 32,‎ 1er décembre 2002, p. 637–645 (ISSN 0046-2616, DOI 10.3917/ethn.024.0637, lire en ligne, consulté le 16 mai 2016)
- Sophie Chave-Dartoen, « Salutations formelles et exercice de l’autorité à Wallis », Autrepart, vol. 73, no 1,‎ 2015, p. 19-35 (DOI 10.3917/autr.073.0019, lire en ligne)
- (it) Adriano Favole, La palma del potere. I capi e la costruzione della società a Futuna (Polinesia occidentale), Turin, Il Segnalibro, 2000, 348 p.
- Apeleto Likuvalu, « Cérémonie d'investiture de Tuiagaifo, roi d'Alo (île Futuna) », Journal de la Société des océanistes, vol. 33,‎ 1977 (DOI 10.3406/jso.1977.2958, lire en ligne, consulté le 1er novembre 2016)
- Adriano Favole, « La royauté oscillante. Ethnographie et histoire de la cérémonie d'investiture du Tu'i Agaifo d'Alo (Futuna) », Journal de la Société des océanistes, vol. 111,‎ 2000, p. 195–218 (DOI 10.3406/jso.2000.2134, lire en ligne, consulté le 1er novembre 2016)

### Tradition orale
- Raymond Mayer, « Un millier de légendes aux îles Wallis et Futuna et divers centres d'intérêt de la tradition orale », Journal de la société des océanistes, vol. 29, no 38,‎ 1973 (lire en ligne)

#### Tradition orale de Futuna
- (fr + fud) Daniel Frimigacci, Muni Keletaona, Claire Moyse-Faurie et Bernard Vienne, Kole le fonu tu'a limulimua. La tortue au dos moussu, Paris, Peeter Selaf, 1995, 517 p. (lire en ligne)
- (fud) Fanaga mo fakamatala mei le talatisio tuku gutu o Futuna (tosi sekolā), Service culturel et Association socio-culturelle de Futuna, 1999, 50 p.
- « Corpus futunien », sur LACITO (langues et civilisations à tradition orale) (consulté le 18 juin 2015)

#### Tradition orale de Wallis
- Raymond Mayer, Les transformations de la tradition narrative à l'Ile Wallis (Uvea). — Essai sur les lois de transformation des contenus narratifs (Thèse de doctorat de 3e cycle en ethnologie, Université de Lyon 2), Lyon, 1976 (lire en ligne)
- Claire Moyse-Faurie, « Histoires de Pulotu », Journal de la Société des Océanistes, nos 122-123,‎ 2006, p. 141-151 (lire en ligne)
- (wls) Karl H. Rensch et Likope Tuakaihau (ill. Aloï Pilioko), Fagana mai Uvea : lau tohi ki te ʻu fanau ʻako liliki, Canberra, Archipelago Press, 1982, 78 p. (ISBN 0-9593787-4-X et 9780959378740, présentation en ligne). Contes et légendes pour enfants en wallisien.
- (wls) Karl H. Rensch, Talanoa ki Uvea : ko te hisitolia neʻe tohi e Patele Henquel, Canberra, Archipelago Press, 1982, 63 p. (réédition révisée de l’œuvre du père Henquel)
- (wls + fr) Ko te ’u fagana o ’Uvea-nei. Les légendes de ’Uvea "Wallis", Direction de l'Enseignement Catholique (DEC), 1999, 79 p.[1]

## Arts et techniques
- Pierre-Chanel Simutoga, Technologie traditionnelle à Wallis : Essai de sauvegarde de la mémoire collective des charpentiers wallisiens (tufuga) du district de Hihifo, Paris, Société des Océanistes, 2014, 201 p. (ISBN 978-2-85430-112-0, DOI 10.4000/books.sdo.999, lire en ligne)
- Apeleto Likuvalu et Raymond Mayer, « Remèdes traditionnels à Futuna », Journal de la Société des océanistes, vol. 33,‎ 1977, p. 217–218 (DOI 10.3406/jso.1977.2957, lire en ligne, consulté le 1er novembre 2016)

## Démographie
- INSEE, Résultats du recensement de la population des Wallis et Futuna 26 mars 1976, 1976 (lire en ligne), p. 26
- Phil Bright et Jean-Paul Mailagi, Atlas de la population de Wallis et Futuna, Secrétariat général de la Communauté du Pacifique (CPS), 2007, 58 p. (ISBN 978-982-00-0219-7, lire en ligne)

- Service Territorial de la Statistique et des Études Économiques de Wallis et Futuna, Recensement général de la population 2013 : Principaux tableaux de population", Tableau Pop_06_2 : Population selon le sexe, la connaissance du français et par unité administrative de résidence (lire en ligne)
- INSEE, « Wallis et Futuna a perdu près du cinquième de sa population en dix ans », Insee première, no 1511,‎ août 2014 (lire en ligne)

## Droit
- Éric Rau (préf. Régis Lafargue), La vie juridique des indigènes des îles Wallis (Thèse de doctorat), Paris, L'Harmattan, 2007 (1re éd. 1935), 106 p. (ISBN 978-2-296-02386-4, lire en ligne)
- Loi n° 61-814 du 29 juillet 1961 conférant aux îles Wallis et Futuna le statut de territoire d'outre-mer (lire en ligne) (voir statut de Wallis-et-Futuna de 1961)

## Éducation
- Inspection générale de l’administration de l’éducation nationale et de la recherche, Rapport de mission à Wallis-et-Futuna (Rapport annuel), 2003, 69 p. (lire en ligne)

## Économie

### Anthropologie économique
- Paul Van der Grijp, « Entrepreneurs des îles : développement des petites et moyennes entreprises à Wallis (Polynésie occidentale) », Journal de la Société des Océanistes,‎ 2006, p. 91-108 (DOI 10.4000/jso.569, lire en ligne) (anthropologie économique)
- (en) Paul Van der Grijp, « Development Polynesian style: Contemporary Futunan social economy and its cultural features », Journal of the Polynesian Society, vol. 114, no 4,‎ 2005, p. 311-338 (lire en ligne)
- L'Institut d'émission d'outre mer, Rapport d'activité 2019 de Wallis-et-Futuna (Rapport annuel), 2019, 142 p. (lire en ligne), p. 25 - 134

### Droit fiscal
- William Gilles, « La fiscalité à Wallis-et-Futuna: entre faiblesse, paradoxe et apparence », Comparative Law Journal of the Pacific / Journal de droit comparé du Pacifique, vol. 18 (hors-série),‎ 2015 (lire en ligne)

### Autres
- Gilles Blanchet, « Bilan de la mise en valeur des ressources de la mer à Wallis-et-Futuna », Journal de la Société des Océanistes, nos 112-123,‎ 2006, p. 110-121 (DOI 10.4000/jso.579, lire en ligne)

## Géographie
- Elisabeth Worliczek, La vision de l’espace littoral sur l’île Wallis et l’atoll Rangiroa dans le contexte du changement climatique : Une analyse anthropologique de la perception des populations locales (Thèse de doctorat en Anthropologie), Université de la Nouvelle-Calédonie/Universität Wien, mai 2013, 503 p. (DOI 10.6098/2013NCAL0049, lire en ligne)
- Alain Saussol, « Des limites de l'insularité. Le cas de Wallis (Polynésie) (About the notion of insularity. The case of Wallis French Polynesia) », Bulletin de l'Association de géographes français, vol. 65,‎ 1988, p. 271–281 (DOI 10.3406/bagf.1988.1439, lire en ligne, consulté le 19 octobre 2016)

## Histoire

### Ouvrages et articles scientifiques

#### Ouvrages généralistes
- Frédéric Angleviel (dir.), Bernadette Papilio-Halagahu (dir.), Adriano Favole et Daniel Frimigacci, Wallis et Futuna, 3500 ans d’histoire [« Ko le afe tolu kaulelau lima fetu'u o fakamatala o le isitolia o Futuna mo Uvea - Faka-matala kite histolia o Uvea mo Futuna talu mai ta'u e toluafenimageau (3500) »], Nouméa, GRHOC (Groupe de Recherche en Histoire Océanienne Contemporaine), comité du cinquantième, 2014, 120 p. (ISBN 978-2-9539908-5-0, présentation en ligne)

#### Histoire pré-européenne
- Daniel Frimigacci, Bernard Vienne et Jean-Pierre Siorat, Wallis, Futuna : 3 000 ans d'histoire, Nouméa, Association de la jeunesse wallisienne et futunienne de Nouvelle-Calédonie, 2001, 64 p.
- Daniel Frimigacci et Bernard Vienne, Aux temps de la terre noire : ethnoarchéologie des îles Futuna et Alofi, Paris, Peeters Selaf, 1990, 272 p. (lire en ligne)
- Odon Abbal et Marc Soulé, « Violences futuniennes », dans Frédéric Angleviel (dir.), Violences océaniennes, L'Harmattan, 2004
- (en) Christophe Sand, « A View from the West: Samoa in the Culture History of `Uvea (Wallis) and Futuna (Western Polynesia) », The Journal of Sāmoa  Studies, vol. 2,‎ 2006 (lire en ligne)
- Christophe Sand, « La datation du premier peuplement de Wallis et Futuna : contribution à la définition de la chronologie Lapita en Polynésie occidentale », Journal de la société des océanistes, no 111,‎ 2000, p. 165-172 (lire en ligne)
- Bernard Vienne et Daniel Frimigacci, « Les fondations du royaume de ’Uvea : une histoire à revisiter », Journal de la Société des Océanistes, nos 122-123,‎ 2006, p. 27-60 (DOI 10.4000/jso.529, lire en ligne)

##### Études archéologiques
- Daniel Frimigacci, Maurice Hardy et Jean-Pierre Siorat, Des Archéologues, des conquérants et des forts : talietumu, résidence tongienne d'Uvea, Wallis, Association socio-culturelle pour la culture et l'art wallisiens et futuniens, 1997, 119 p. (ISBN 2-85495-085-2, présentation en ligne)
- Christophe Sand, Frédéric Valentin et Daniel Frimigacci, « Sépultures à caveau en Polynésie occidentale : des traditions orales à l’archéologie », Journal de la Société des Océanistes,‎ 2006, p. 14-25 (lire en ligne)
- Maurice Hardy, « Étude archéologique de la plate-forme du Mālamatagata à ’Utuleve, île de ’Uvea (Wallis) », Journal de la Société des Océanistes, no 128,‎ 2009, p. 69-76 (DOI 10.4000/jso.5851, lire en ligne)

#### XIXe-XXesiècles (jusqu'à 1939)
- Frédéric Angleviel, « Wallis 1825-1858. Contacts, mutations, permanences », Revue française d'histoire d'outre-mer, vol. 76,‎ 1989, p. 95–110 (DOI 10.3406/outre.1989.2744, lire en ligne, consulté le 1er novembre 2016)
- Frédéric Angleviel, Les Missions à Wallis et Futuna au XIXe siècle, Centre de recherche des espaces tropicaux de l’université Michel de Montaigne (Bordeaux III), 1994, 243 p. (lire en ligne)
- Jean-Claude Roux, Wallis et Futuna : Espaces et temps recomposés. Chroniques d'une micro-insularité, Talence, Presses universitaires de Bordeaux, 1995, 404 p. (ISBN 2-905081-29-5, lire en ligne)
- Jean-Claude Roux, Espaces coloniaux et société polynésienne de Wallis-Futuna (Pacifique central) (Thèse de doctorat ès Lettres), Paris, Université de Paris I : Panthéon-Sorbonne, 1991, 1019 p. (lire en ligne)
- Odon Abbal, Wallis et Futuna aux temps premiers de la Mission (1841-1862) : Extraits des Annales pour la propagation de la foi, Lyon-Paris, L'Harmattan, 2003, 426 p. (ISBN 978-2-7475-5714-6, présentation en ligne)
- Odon Abbal, Le saint et le sauvage: Pierre Chanel et Musumusu (1837-1841), Editions L'Harmattan, 29 juin 2021 (ISBN 978-2-14-018404-8, lire en ligne)
- Marc Soulé, « Relations coutume, État, Église à Wallis et Futuna 1837-1961 », Outre-mers, vol. 92,‎ 2005, p. 117–125 (DOI 10.3406/outre.2005.4164, lire en ligne, consulté le 1er novembre 2016)
- André Borgomano, « Le roi David », Bulletin de l'ASNOM (Association Santé Navale et d'Outre-Mer), no 127,‎ juin 2014 (lire en ligne)

#### XXesiècle (1939 à aujourd'hui)

##### Seconde Guerre mondiale
- Marc Soulé, « Les bouleversements de la société coutumière lors de la présence américaine à Wallis (1942 - 1946) », dans Sylvette Boubin-Boyer (dir.), Révoltes, conflits et Guerres mondiales en Nouvelle-Calédonie et dans sa région, L'Harmattan, 2008 (ISBN 9782296051225)
- Jean-Marc Regnault, « La France Libre, Vichy et les Américains : Des relations difficiles dans le Pacifique en guerre. L'exemple des îles Wallis et Futuna (1940-1942) », Outre-mers, vol. 91, no 344,‎ 2004, p. 181–200 (DOI 10.3406/outre.2004.4118, lire en ligne, consulté le 15 février 2016)
- Claude Lestrade, « Le ralliement de Wallis à la « France libre » (1942) », Journal de la Société des Océanistes, vol. 105, no 2,‎ 1997, p. 199-203 (lire en ligne)

##### Territoire d'Outre-Mer (1961)
- Allison Lotti, Le Statut de 1961 à Wallis et Futuna : Genèse de trois monarchies républicaines, Paris, L'Harmattan, 2011, 532 p. (ISBN 978-2-296-13871-1, lire en ligne)
- Frédéric Angleviel, « Wallis-et-Futuna (1942-1961) ou comment le fait migratoire transforma le protectorat en TOM », Journal de la Société des océanistes, nos 122-123,‎ 2006, p. 61-76 (lire en ligne)
- Marcel Gaillot, « Futuna. Un isolement pénalisant », Journal de la Société des Océanistes, no 135,‎ 2012, p. 265-268 (lire en ligne)
- Raymond Mayer, « Le classement des archives administratives de Wallis-et-Futuna (1951-2000) de Gildas Pressensé », Journal de la Société des Océanistes, no 129,‎ 2009, p. 305-322 (lire en ligne)

#### Migrations en Nouvelle-Calédonie
- Malia Sosefo-Drouet Manufekai (dir.) (préf. Marie-Claude Tjibaou, postface Savelio Felomaki), Tāvaka Lanu'imoana : Mémoires de voyages, Nouméa, Agence de développement de la culture kanak/Tāvaka, 2009, 213 p. (ISBN 978-2-909407-70-8) (histoire des migrations wallisiennes et futuniennes en Nouvelle-Calédonie)
- Jean-Claude Roux, « Un exemple de migration-enracinement dans le Pacifique Sud : la communauté wallisienne et futunienne de Nouvelle-Calédonie », Cahiers de l'ORSTOM, Série Sciences Humaines, vol. 21, no 4,‎ 1985 (ISSN 0008-0403, lire en ligne)
- François Sodter et V. Deruelle, « Les minorités dans la ville : l'immigration des Ni-Vanuatu et des Wallisiens et Futuniens en Nouvelle-Calédonie », dans David Gilbert (dir.), Guillaud Dominique (dir.), Pillon Patrick (dir.), La Nouvelle-Calédonie à la croisée des chemins : 1989-1997, Paris, Nouméa, IRD, Société des Océanistes, 1999 (lire en ligne), p. 271-285
- Jean-Louis Rallu, « Les Wallisiens à Wallis et Futuna et en Nouvelle-Calédonie », Population, vol. 37, no 1,‎ 1982, p. 167-175 (lire en ligne)
- Dominique Pechberty, « Les Uvéens en Nouvelle-Calédonie », The Journal of Pacific Studies, vol. 27, no 1,‎ 2004, p. 63-81 (lire en ligne)

### Témoignages de première main
- E. Dubouzet, Capitaine de corvette l'Allier, « N°1 - Rapport adressé à M. le capitaine de vaisseau LAVAUD, commandant la station de Nouvelle-Zélande, par M. le capitaine de corvette E. Dubouzet, commandant la corvette de charge l'Allier, sur les résultats de sa mission aux îles Vavao, Wallis, Futuna », dans M. Bajot et M. Poirré, Annales maritimes et coloniales : Recueil de lois et ordonnances royales, règlements et décisions ministérielles, mémoires, observations et notices particulières, concernant tout ce qui peut intéresser la marine et les colonies sous les rapports militaires, administratifs, judiciaires, nautiques, consulaires et commerciaux., t. 1 : 28ème année, Paris, Imprimerie Royale, 1843, 1140 p. (lire en ligne), p. 5-61 (Passage d'un navire français en 1842 à Wallis et à Futuna après la mort du Père Chanel).
- J. de M., « Wallis et Futuna, îles inconnues au milieu de l'océan Pacifique », Le monde colonial illustré, no 40,‎ décembre 1926, p. 271 (lire en ligne) (récit du passage de l'aviso Casiopée en mai 1926 à Wallis, avec deux photos)

- Alexandre Poncet, Histoire de l'île Wallis, tome 2, Société des Océanistes, 1977, 1234 p. (ISBN 978-2-85430-094-9, lire en ligne) (l'histoire de Wallis, du protectorat au référendum de 1961, racontée par l'évêque de Wallis et Futuna)
- Jean-Baptiste Mattei, « Le Ralliement des Îles Wallis », Revue de la France libre, no 99,‎ juin 1957 (lire en ligne) : récit du ralliement de Wallis à la France libre en 1942 par le Médecin Commandant Mattei, qui devint résident de France.

## Langues
- Claire Moyse-Faurie, « Caractéristiques du futunien et du wallisien dans l’espace océanien », Colloque Wallis et Futuna,‎ 30 septembre 2014 (lire en ligne)

### Dictionnaires
Les premiers dictionnaires wallisien et futunien ont été créés par les missionnaires maristes dans un but d'évangélisation. Ils sont donc à prendre comme des sources primaires.

#### Futunien
- Isidore Grézel, Dictionnaire futunien-français avec notes grammaticales, Paris, Maisonneuve et Cie, 1878, 301 p.
- Karl H Rensch, Tikisionalio Fakafutuna-Fakafalani, Dictionnaire futunien-français, Canberra, Pacific Linguistics Series, 1986, 327 p. (lire en ligne)

- Claire Moyse-Faurie, Dictionnaire futunien-français avec index français-futunien, Paris, Peeter Selaf, coll. « Langues et cultures du Pacifique », 1993, 521 p. (lire en ligne) (Dictionnaire de référence)

#### Wallisien
- (fr + la + wls) Père A. Colomb, père mariste, Dictionnaire latin-uvea à l'usage des élèves du Collège de Lano, Paris, Librairie Poussièlgue Frères, 1886, 204 p. (lire en ligne)
- (fr + wls + en) Mgr. Pierre Bataillon, Langue d’Uvéa (Wallis) : grammaire-dictionnaire uvéa-français. dictionnaire français-uvéa-anglais, Paris, librairie orientaliste Paul Geuthner, 1932, 640 p.
- Karl H. Rensch, « Mots tongiens dans la version originale du "Dictionnaire Wallisien" de P. Bataillon. (1851) », Journal de la Société des Océanistes, vol. 38, no 74,‎ 1982, p. 177-200 (DOI 10.3406/jso.1982.2512, lire en ligne)

- (fr + wls) Karl H. Rensch, Tikisionalio Fakauvea-Fakafalani : Dictionnaire wallisien-français, Archipelago Press, 1984 (lire en ligne) (dictionnaire de référence, même si critiqué[2]. Reprend en grande partie le dictionnaire du père Bataillon[1]).

### Grammaires et descriptions

#### Futunien
- Isidore Grézel, « Grammaire futunienne », Revue de linguistique et de philologie comparée, Paris, vol. 10,‎ 1867 (lire en ligne)

- Claire Moyse-Faurie, Grammaire du futunien, Nouméa, Centre de documentation pédagogique, coll. « Université », 1997, 240 p.

#### Wallisien
- Claire Moyse-Faurie, Te lea faka'uvea : le wallisien, Leuven/Paris, Peeters, coll. « Les langues du monde », 2016, 276 p. (ISBN 978-90-429-3376-7, lire en ligne)
- (en) Karl H. Rensch, The language of Wallis Island, Mawson, ACT, Australie, Archipelago Press, 1995, 79 p.
- (en) Andrew Livingston, East Uvean. A condensed grammar. (mémoire de master en linguistique), Université de Washington, 2016, 190 p. (lire en ligne)

### Méthodes de langue
- Karl H. Rensch, Palalau Faka'uvea. La langue de Wallis (Uvea), Canberra, Australian National University, 1981
- Karl H. Rensch, Parler Wallisien, Archipelago Press, 2002 (Méthode de langue avec 24 conversations enregistrées)
- Karl H. Rensch, Le wallisien en poche, Mawson (Australie), Archipelago Press, 2002, 21 p.

### Linguistique

#### Sociolinguistique
- Jacques Leclerc, « Wallis-et-Futuna », sur Aménagement linguistique dans le monde, mis à jour le 4 janvier 2013 (consulté le 21 juin 2015)

- Yves Challant, « La diglossie du français avec une langue polynésienne, le futunien », 2ème congrès de la commission Asie-Pacifique, Le français et la diversité francophone en asie-pacifique, Fédération Internationale des Professeurs de Français,‎ 2010, p. 203-211 (lire en ligne)
- Claire Moyse-Faurie et Charles André Lebon, « Recherches sur l'enseignement du français en milieu multilingue à Wallis et Futuna », Expressions,‎ novembre 2000, p. 31-69 (lire en ligne)

#### Lexique
- (en) Claire Moyse-Faurie, « Borrowings from Romance languages in Oceanic languages », dans Thomas Stolz, Dik Bakker, Rosa Salas Palomo, Aspects of Language Contact: New Theoretical, Methodological and Empirical Findings with Special Focus on Romancisation Processes, Walter de Gruyter, 2008, 485 p. (ISBN 9783110195842, lire en ligne), p. 325
- Raymond Mayer, « Un millier de légendes aux îles Wallis et Futuna et divers centres d'intérêt de la tradition orale », Journal de la société des océanistes, vol. 29, no 38,‎ 1973 (lire en ligne) (une section est consacrée aux emprunts)

#### Écriture
- Claire Moyse-Faurie, « L'écriture des langues polynésiennes de France », dans D. Caubet, S. Chaker et J. Sibille (eds), Codification des langues de France. Actes du Colloque "les langues de France et leur codification", Ecrits divers – Ecrits ouverts (Paris, Inalco 29-31 mai 2000), Paris, l'Harmattan, 2002, p 173-178

#### Linguistique comparée
- Atonio Takasi et Marc Soulé, Henri Boyer, « Langues vernaculaires. Approche comparative de la structure de la langue. », sur le site de l'Académie de Wallis et Futuna (consulté le 21 juin 2015)

- (de) Akihisa Tsukamoto, Forschungen über die Sprachen der Inseln zwischen Tonga und Saamoa, LIT Verlag Münster, 1994, 109 p. (ISBN 3-8258-2015-7, présentation en ligne)

## Religion

### Articles et ouvrages universitaires
(Voir aussi la section histoire au XIXe)
- Jean-Marie Kohler, Profil sociologique de l'Église de Wallis et Futuna (Document de travail relatif à la mission effectuée à Wallis et Futuna du 9 au 24 octobre 1985 dans le cadre de l’Institut Français de Recherche Scientifique pour le Développement en Coopération (ORSTOM)), 1986, 32 p. (lire en ligne)
- (en) John Garett, Footsteps in the Sea : Christianity in Oceania to World War II, Suva (Fidji), Genève, Institute of Pacific Studies ; World Council of Churches, 1992, 514 p. (lire en ligne), p. 222-227, 414-415 (histoire des missions en Océanie, notamment à Wallis et Futuna)

- (en) Patrick Kirch, « The pre-Christian Ritual Cycle of Futuna, Western Polynesia », Journal of the Polynesian Society, vol. 103, no 3,‎ 1994 (lire en ligne)
- Claire Laux, « « Modèle Clovis », « modèle Moshesh » ou « malentendu productif » ? : Part des missionnaires et part des chefs dans l’installation de « théocraties chrétiennes » à Tahiti, Hawaii, aux Tonga, aux îles Cook, dans l’archipel des Gambier et à Wallis et Futuna », Journal de la Société des Océanistes, no 113,‎ 2001, p. 111-133 (lire en ligne)
- Filihau Asitalatini, « Religions à Wallis & Futuna: Chasse gardée catholique, mais... », Tahiti-Pacifique magazine, no 139,‎ novembre 2002 (lire en ligne)
- Georges Delbos, L'Eglise catholique à Wallis et Futuna : Généalogie d'une chrétienté (1837-2003), Suva, Fidji, CEPAC, 2004, 328 p. (ISBN 982-50-6003-4)
- (en) Matt K. Matsuda, « Wallis And Futuna: Martyrs and Memories », dans Matt K. Matsuda, Empire of Love: Histories of France and the Pacific, Oxford University Press, 2005 (lire en ligne) (sur l'histoire du père Chanel, et comment il a été érigé en martyr).

- Françoise Douaire Marsaudon, « Christianisation et ancestralité à Tonga, Wallis et Futuna », dans F. Douaire-Marsaudon, B. Sellato, C. Zheng, Dynamiques identitaires en Asie et dans le Pacifique, vol. 2 : Systèmes symboliques en transition, Presses de l'Université de Provence, 2006, p. 131

### Ouvrages religieux
Les missionnaires maristes ont édité un grand nombre de publications religieuses en wallisien et en futunien depuis le XIXe siècle.
- (wls) Ko te u Kupu filifili ia mai te Tohi-Tapu, ki te Tauhi-Afea, mo te Tauhi-Foou. I te lea Faka-Uvea ((traduction de la Bible)), Lyon, Librairie catholique E. Vitte, 1885, 410 p. (lire en ligne)

## Littérature sur Wallis et Futuna
Romans, recueils de poésie, etc.
- Daniel Frimigacci (préf. Jacqueline de la Fontinelle, ill. Soana Simutoga), Malama et les sortilèges (roman ethnographique), Nouméa, Édit'publications, 2014, 117 p. (roman ethnographique sur Futuna avant les européens)
- François Robin, Le résident d'Uvéa (roman), Paris, L'Harmattan, coll. « Lettres du Pacifique », 2012, 202 p. (ISBN 978-2-296-99627-4, présentation en ligne)
- Pierre Lamblé, Chroniques wallisiennes : Récits et nouvelles (roman), Paris, L'Harmattan, coll. « Lettres du Pacifique », 2010, 192 p. (ISBN 978-2-296-13887-2, lire en ligne)
- Wallis (Uvéa) apparaît brièvement dans le roman Les Immémoriaux de Victor Segalen (1907), p 162-166 (Victor Segalen, Les Immémoriaux, Paris, Mercure de France, 1907, 345 p. (lire sur Wikisource), p. 162).

## Récits de voyage et d'explorateurs

### XVIIesiècle
Récit du voyage de Willem Schouten et Jacob Le Maire qui passent à Futuna en 1616 (original en néerlandais, 1618, + nombreuses traductions en anglais, allemand, français, latin).
- (nl) Jan Jansz. Deutel, Journael ofte Beschryvinge van de wonderlijcke reyse gedaen door Willem Cornelisz Schouten van Hoorn, inde jaren 1615. 1616. en 1617. Hoe hy bezuyden de Straet van Magellanes een nieuwe passagie ofte strate, tot inde groote Zuyd-Zee ontdeckt, ende voort den gheheelen aerdtkloot om-ghezeylt heeft. Wat eylanden vreemde volcken ende wonderlijcke avontueren hem ontmoet zijn, Amsterdam, 1648 (1re éd. 1618), 112 p. (lire en ligne)
- (en) Willem Corneliszoon Schouten (trad. William Philip), He Relation Of A Wonderful Voiage made by William Cornelison Schovten of Horne. Shewing how South from the Straights of Magelan, in Terra Del-fuogo : he found and discouered a newe passage through the great South Sea, and that way sayled round about the world. Describing what Islands, Countries, People, and strange Aduentures he found in his saide Passage, Londres, Nathaniell Nevvbery, 1619 (présentation en ligne)
- (la) Willem Corneliszoon Schouten, America pars vndecima :  : seu Descriptio admirandi itineris a Guillielmo Schouten Hollando peracti : qua ratione in meridionali plaga freti Magellanici novum hactenuśque incognitum in mare Australe transitum patefecerit : quas item terras, insulas, gentes, reśque mirabiles in dicto Australi Oceano obvias habuerit., Oppenheim, Theodor de Bry, 1619, 170 p. (lire en ligne) (adaptation du récit de Schouten en latin)
- (de) Willem Corneliszoon Schouten et Joris van Spilberen, Historische Beschreibung, : der wunderbarlichen Reyse, welche von einem Höllander, Wilhelm Schouten genandt, neulicher Zeit ist verrichtet worden : darinnen angezeigt wird, durch was Mittel vnd Weise, er gegen Mittag, der Magellanischen Strassen, einem newen vnd bisshero vnbekandten Weg in die Sud-See erōffnet habe : auch was für Länder, Insuln, Völcker, vnd wunderbarliche Sachen, ihme in gemelter Sud-See auff gestossen seyen, alles von newem mit herrlichen Landtafeln, vnd schönen Kupfferstücken gezieret, vnd ans Tag Liecht gegeben, Oppenheim, Theodor de Bry, 1619, 160 p. (lire en ligne) (adaptation du récit de Schouten en allemand)
- Willem Corneliszoon Schouten, Journal ou description du merveilleux voyage de Guillaume Schouten : Hollandois natif de Hoorn, fait es années 1615, 1616, & 1617, comme (en circum-navigeant le globe terrestre) il a descouvert vers le Zud du destroit de Magellan vn nouveau passage, jusques à la grande Mer de Zud. Ensemble, des avantures admirables qui luy sont advenues en descouvrant de plusieurs isles, & peuples estranges, Amsterdam, Harman Ianson, 1619, 88 p. (présentation en ligne)

### XIXesiècle
- (en) James Oliver et William Giles Dix, Wreck of the Glide, with recollections of the Fijiis, and of Wallis Island, New York, Wiley & Putnam, 1848, 203 p. (lire en ligne), p. 127-167

- Émile Deschamps, « Les îles Wallis », dans Le Tour du monde: nouveau journal des voyages, vol. 49, Libraire de L. Hachette, 1885 (lire en ligne)
  - Version néerlandaise : (nl) Émile Deschamps, De Wallis-eilanden, De Aarde en Haar Volken, 1886 (lire en ligne)

### XXesiècle
- Joseph Félix Blanc, La dernière acquisition de la France dans le Pacifique : les îles Wallis, Perrin et cie, 1914, 223 p.
- Bernard Villaret, Îles des mers du Sud, Paris, Société continentale d'éditions modernes illustrées, coll. « Connaissance des îles », 1966, 367 p., p. 272-290 (récit du voyage de l'auteur à Wallis, avec photographies)
- (fr + wls) Jean-Paul Tesnière (photogr. René Moser), Iles Wallis, Boulogne, éditions Delroisse, 1970, 64 p. (présentation en ligne)
- Maurice Bitter, « Îles Wallis au bout de la houle », dans Îles merveilleuses du Pacifique, Paris, Nouvelles Éditions Latines, 1984 (1re éd. 1976) (lire en ligne), p. 70-75